# Dexter Jackson (Bodybuilder)

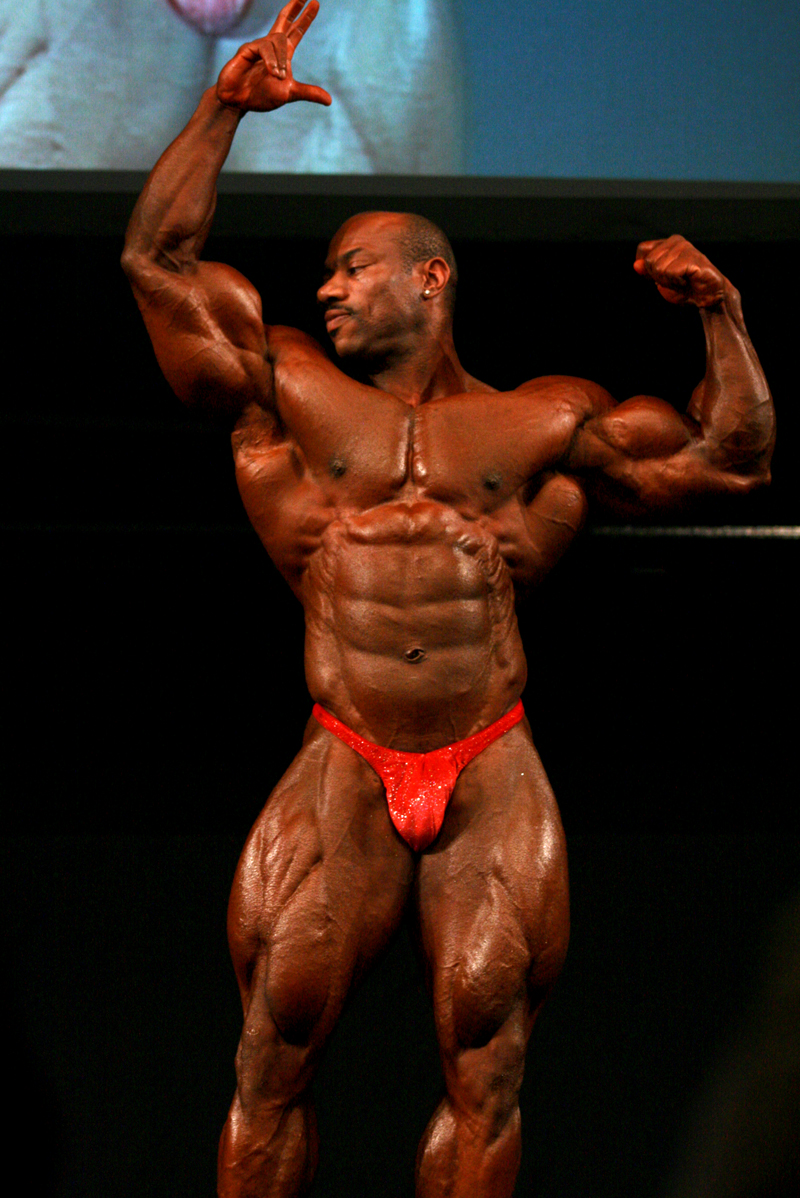
Dexter Jackson beim IFBB Australian Pro 2008

Dexter Tyrone „The Blade“ Jackson (* 25. November 1969 in Jacksonville, Florida, USA) ist ein ehemaliger professioneller Bodybuilder (IFBB). Mit 29 Siegen hat Jackson hinter Ashley Kaltwasser die zweitmeisten professionellen Bodybuilding-Titel gewonnen. Er gewann die Arnold Classic fünf Mal (2005, 2006, 2008, 2013, 2015). Im Jahr 2008 wurde er Mr. Olympia, sein größter Erfolg. Nach seinem Sieg bei den Arnold Classic im Jahr 2015 belegte er den zweiten Platz beim Mr. Olympia 2015. Nach der Mr. Olympia 2020 zog er sich vom professionellen Bodybuilding zurück.

## Leben
Jackson ist zweites von sechs Kindern. In der Jugend trainierte er unter anderem American Football, Karate und Baseball. Mit dem Bodybuilding begann Jackson im Jahr 1990 in Jacksonville. Er war der erste Bodybuilder, der als Bantamgewicht den Gesamtsieg der Meisterschaft in Florida erringen konnte.
Sein Profidebüt gab er 1999 bei der Arnold Classic mit einem siebten Platz. In den Jahren 2005, 2006, 2008, 2013 und 2015 konnte er diesen hoch dotierten Wettbewerb für sich entscheiden.
Weitere Erfolge feierte Jackson beim Grand Prix von England 2002, bei der Show of Strength Pro Championship 2003, beim Grand Prix Australia 2004, beim Ironman Pro Invitational 2004, beim San Francisco Pro Invitational 2004, beim Australian Pro Grand Prix VIII 2008 und beim New Zealand Grand Prix 2008. Am 27. September 2008 konnte Jackson seinen größten Erfolg verbuchen. Er gewann bei seiner neunten Teilnahme den Titel Mr. Olympia in Las Vegas. Er schlug den amtierenden, zweifachen Mr. Olympia Jay Cutler. Dexter Jackson ist damit erst der zwölfte Athlet, der diesen Titel erringen konnte. 
Den Spitznamen „The Blade“ bekam er von Ed Parriso aufgrund seiner rasiermesserscharfen Muskelteilung.
Er ist verheiratet und Vater von drei Kindern.

## Maße
| Größe                | 170 | Zentimeter |
| Gewicht (Wettkampf)  | 106 | Kilogramm  |
| Gewicht (Off-Season) | 115 | Kilogramm  |
| Oberarmumfang        | 53  | Zentimeter |
| Brustumfang          | 116 | Zentimeter |
| Taillenumfang        | 68  | Zentimeter |

## Wettkampfergebnisse

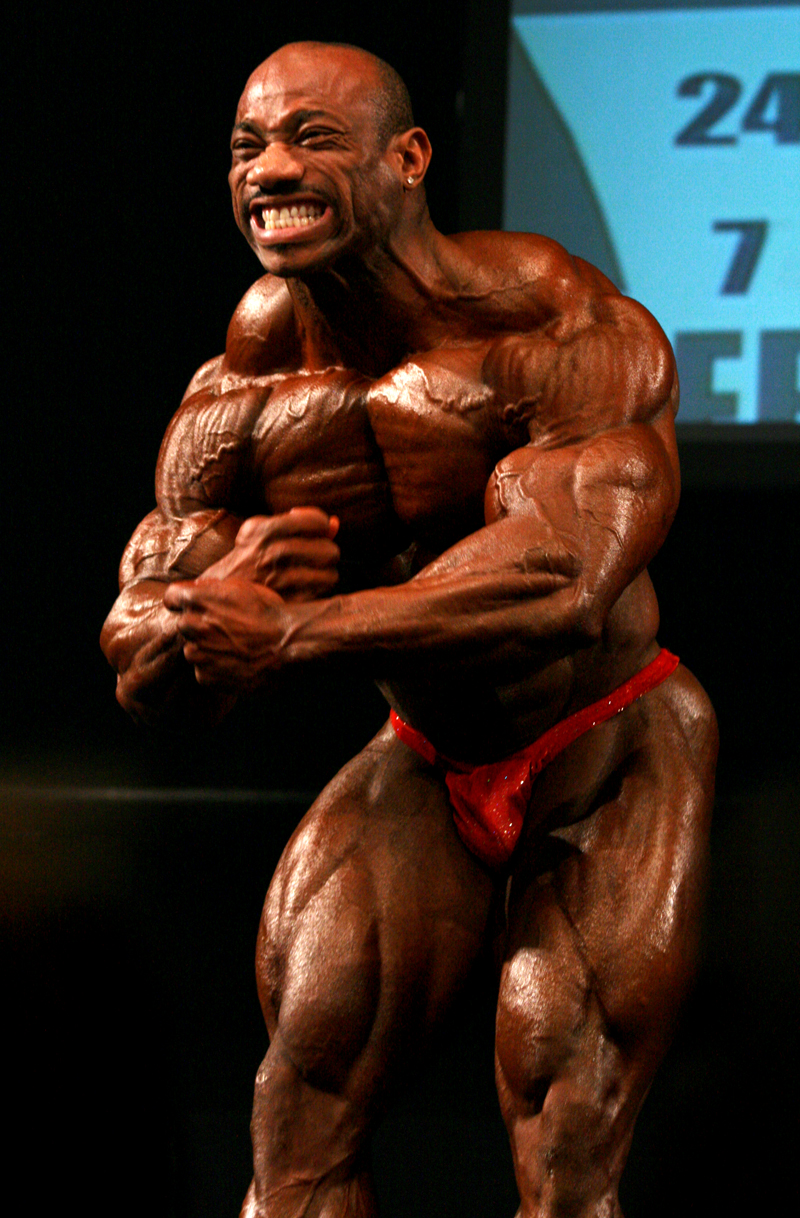
Dexter Jackson beim IFBB Australian Pro 2008

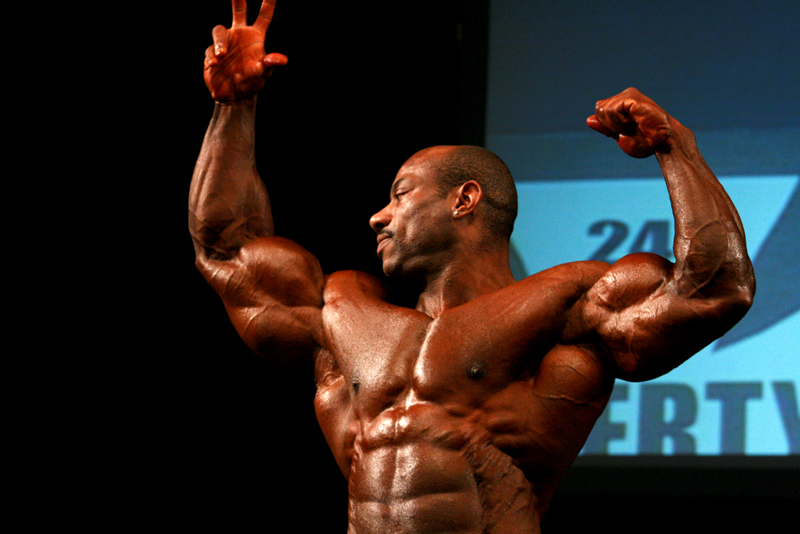
Dexter Jackson beim IFBB Australian Pro 2008

- 1992 NPC Southern States, Lightweight, 3. Platz
- 1995 NPC USA Championships, Light-Heavyweight, 1. Platz
- 1996 NPC Nationals, Light-Heavyweight, 6. Platz
- 1998 North American Championships, Light-HeavyWeight, 1. Platz and Overall
- 1999 Mr. Olympia, 9. Platz
- 1999 World Pro Championships, 4. Platz
- 1999 Arnold Classic, 7. Platz
- 1999 Grand Prix England, 4. Platz
- 1999 Night of Champions, 3. Platz
- 2000 Arnold Classic, 5. Platz
- 2000 Grand Prix Hungary, 2. Platz
- 2000 Ironman Pro Invitational, 3. Platz
- 2000 Night of Champions, 8. Platz
- 2000 Mr. Olympia, 9. Platz
- 2000 Toronto Pro Invitational, 2. Platz
- 2001 Arnold Classic, 5. Platz
- 2001 Grand Prix Australia, 3. Platz
- 2001 Grand Prix England, 4. Platz
- 2001 Grand Prix Hungary, 3. Platz
- 2001 Night of Champions, 2. Platz
- 2001 Mr. Olympia, 8. Platz
- 2001 Toronto Pro Invitational, 2. Platz
- 2002 Arnold Classic, 3. Platz
- 2002 Grand Prix Australia, 2. Platz
- 2002 Grand Prix Austria, 2. Platz
- 2002 Grand Prix England, 1. Platz
- 2002 Grand Prix Holland, 3. Platz
- 2002 Mr. Olympia, 4. Platz
- 2002 San Francisco Pro Invitational, 3. Platz
- 2002 Show of Strength Pro Championship, 6. Platz
- 2003 Arnold Classic, 4. Platz
- 2003 Maximum Pro Invitational, 3. Platz
- 2003 Mr. Olympia, 3. Platz
- 2003 San Francisco Pro Invitational, 3. Platz
- 2003 Show of Strength Pro Championship, 1. Platz
- 2004 Arnold Classic, 3. Platz
- 2004 Grand Prix Australia, 1. Platz
- 2004 Ironman Pro Invitational, 1. Platz
- 2004 Mr. Olympia, 4. Platz
- 2004 San Francisco Pro Invitational, 1. Platz
- 2005 Arnold Classic, 1. Platz
- 2005 San Francisco Pro Invitational, 2. Platz
- 2006 Arnold Classic, 1. Platz
- 2006 Mr. Olympia, 4. Platz
- 2007 Arnold Classic, 2. Platz
- 2007 Mr. Olympia, 3. Platz
- 2008 Arnold Classic, 1. Platz
- 2008 IFBB Australian Pro Grand Prix VIII, 1. Platz
- 2008 IFBB New Zealand Grand Prix, 1. Platz
- 2008 Mr. Olympia, 1. Platz
- 2009 Mr. Olympia, 3. Platz
- 2010 Mr. Olympia, 4. Platz
- 2011 Arnold Classic, 5. Platz
- 2011 Mr. Olympia, 6. Platz
- 2012 Mr. Olympia, 4. Platz
- 2013 Arnold Classic, 1. Platz
- 2013 Mr. Olympia, 5. Platz
- 2014 Mr. Olympia, 5. Platz
- 2015 Arnold Classic, 1. Platz
- 2015 Mr. Olympia, 2. Platz
- 2015 Arnold Classic Europe, 1. Platz
- 2015 Prague Pro Europe, 1. Platz
- 2016 Mr. Olympia, 3. Platz
- 2017 Mr. Olympia, 4. Platz
- 2018 Arnold Classic, 2. Platz
- 2018 Mr. Olympia, 7. Platz
- 2019 Mr. Olympia, 4. Platz
- 2020 Arnold Classic, 2. Platz
- 2020 Mr. Olympia, 9. Platz